# 浮島バスターミナル

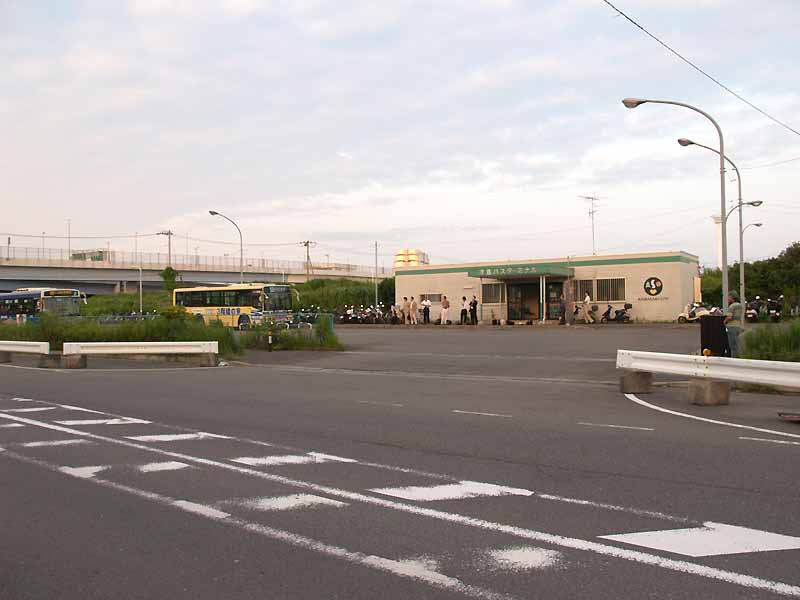
浮島バスターミナル

浮島バスターミナル（うきしまバスターミナル）は、神奈川県川崎市川崎区浮島町にあるバスターミナル。1997年12月の東京湾アクアライン開通に伴い設置され、アクアライン高速バス（川崎 - 木更津線）と川崎鶴見臨港バスの路線バスとの乗り換えに使用されている。設置者は川崎市交通局であり、かつては同局のバスも発着していたが、2013年4月30日を最後に撤退した。
名称は「バスターミナル」だが、建物は待合室とトイレ、清涼飲料水の自動販売機、公衆電話が設置されているのみで、バス乗車券・カードの取り扱いや係員の配置はない。敷地内には駐輪場が設置されており、主に木更津方面からの通勤客が利用している。
バスターミナルのすぐ近くにアクアラインと首都高速湾岸線、川崎線の川崎浮島ジャンクションと浮島インターチェンジ（出入口）がある。

## バス路線
| 乗り場 | 系統                 | 経由地                               | 行き先                | 運行事業者                         | 備考       |
| ------ | -------------------- | ------------------------------------ | --------------------- | ---------------------------------- | ---------- |
| 1      | アクアライン高速バス |                                      | 川崎駅                | 日東交通 小湊鉄道 川崎鶴見臨港バス | 降車のみ   |
| 1      | アクアライン高速バス | 海ほたる（日中のみ）・袖ヶ浦BT       | 木更津駅東口          | 日東交通 小湊鉄道 川崎鶴見臨港バス | 乗車のみ   |
| 2      | 川03                 | 小島町・江川一丁目、台町、労働会館前 | 川崎駅                | 川崎鶴見臨港バス                   |            |
| 2      | 川03                 | 小島町・江川一丁目・四谷下町         | (臨港バス) 塩浜営業所 | 川崎鶴見臨港バス                   |            |
| 2      | 快速                 | 小島町                               | 大師橋駅前            | 川崎鶴見臨港バス                   | 平日朝運転 |
| 2      | 大01                 | 小島町・殿町                         | 大師橋駅前            | 川崎鶴見臨港バス                   |            |
| 2      | 天空01               | キングスカイフロント                 | 天空橋駅              | 川崎鶴見臨港バス                   | 朝夕運転   |

## 周辺
京浜工業地帯の埋立地に立地しているため、周囲は工場や倉庫が中心で住宅や商店は少ない。
- 川崎市消防局臨港消防署浮島出張所
- ENEOS川崎製油所
- ENEOS NUC
- キグナス石油
- JFEコンテイナー
- 大王製紙
- セントラル化学
- 東亞合成
- 日本ブチル
- 東京電力リニューアブルパワー浮島太陽光発電所
- かわさきエコ暮らし未来館
- 浮島町公園

なお、かつて浮島町公園の近くにアクアラインの前身として川崎と木更津を結んでいたマリンエキスプレスのフェリーターミナルが設置されていたが、2005年6月に宮崎行きの航路も廃止されたことで解体され、跡地は物流センターになっている。